# Arismendi (Nueva Esparta)
Arismendi è un comune del Venezuela situato nello Stato federato di Nueva Esparta.
Il capoluogo del comune è la città di La Asunción.